# Hüseyin Zeybek
Hüseyin Zeybek (griechisch Χουσεΐν Χασάν Ζεϊμπέκ Chouseïn Chasán Zeïmpék, * 11. März 1968 in Xanthi) ist ein griechischer Apotheker sowie Politiker der linken Partei Syriza.
Hüseyin Zeybek entstammt der türkischen Minderheit in Westthrakien. Er besuchte die Pharmazieschule der Gazi-Universität in Ankara, wirkte als Direktorumspräsident einer Minderheitenschule in Xanthi und arbeitet seit 2003 als Apotheker in der Stadt.
Bei der Parlamentswahl 2009 trat er als Mitglied der Syriza-Partei für einen Abgeordnetensitz im griechische Parlament an, wurde aber nicht gewählt, ebenso wie bei seiner Aufstellung für den Posten des Vizegouverneurs bei den Regionalwahlen 2010. Bei der Parlamentswahl im Mai 2012 wurde er schließlich für den Wahlkreis Xanthi gewählt, ebenso bei den Neuwahlen im Juni des Jahres. Bei den Wahlen im Januar 2015 und bei den Neuwahlen im September wurde er wiedergewählt.
Nach der Wahlniederlage 2023 trat der Parteivorsitzende der Syriza, Alexis Tsipras, zurück. Zum Nachfolger wurde Stefanos Kasselakis gewählt, dem in der Folge eine Abkehr von linken Positionen vorgeworfen wurde. Hüseyin Zeybek verließ daraufhin die Syriza im November 2023 zusammen den Abgeordneten Efi Achtsioglou, Nasos Iliopoulos, Alexis Charitsis, Sia Anagnostopoulou, Theano Fotiou, Dimitris Tzanakopoulos, Meropi Tzoufi und Ozgur Ferhat. Am 5. Dezember gründeten sie zusammen mit weiteren ehemaligen Syriza-Abgeordneten die „Nea Aristera“. Präsident der Partei wurde Alexis Charitsis.